# Odo sericeus
Espèce
Synonymes
- Horioctenus sericeus Mello-Leitão, 1944

Odo sericeus est une espèce d'araignées aranéomorphes de la famille des Xenoctenidae.

## Distribution
Cette espèce est endémique d'Argentine.

## Publication originale
- Mello-Leitão, 1944 : Arañas de la provincia de Buenos Aires. Revista del Museo de La Plata (Nueva Serie, Zoología), vol. 3, p. 311-393.